# Раяно
Рая̀но (на италиански: Raiano) е малко градче и община в Южна Италия, провинция Акуила, регион Абруцо. Разположено е на 390 m надморска височина. Населението на общината е 3000 души (към 2010 г.).